# Gerhard Feige
Gerhard Feige (ur. 19 listopada 1951 w Halle) – niemiecki duchowny katolicki, biskup Magdeburga od 2005.

## Życiorys

### Prezbiterat
Święcenia kapłańskie otrzymał 1 lipca 1976 z rąk biskupa Johannesa Brauna i został inkardynowany do diecezji Magdeburg. Był przede wszystkim wykładowcą instytutu filozoficzno-teologicznego w Erfurcie.

### Episkopat
19 lipca 1999 został mianowany biskupem pomocniczym diecezji Magdeburga, ze stolicą tytularną Tisedi. Sakry biskupiej udzielił mu bp Leo Nowak. Od 2004 był tymczasowym administratorem diecezji.
23 lutego 2005 Jan Paweł II mianował go biskupem ordynariuszem diecezji Magdeburga. Ingres odbył się 16 kwietnia 2005.